# Бувайсар Сайтиев
Бувайсар Хамидович Сайтиев (на руски: Сайтиев, Бувайсар Хамидович) е руски спортист, борец в стил свободна борба.
Трикратен олимпийски шампион в категория до 75 кг (1996, 2004, 2008), шесткратен световен шампион (1995, 1997, 1998, 2001, 2003, 2005).